# Saint-Philippe-du-Seignal
 Saint-Philippe-du-Seignal  là một xã thuộc tỉnh Gironde trong vùng Aquitaine tây nam nước Pháp. Xã này nằm ở khu vực có độ cao trung bình 27 mét trên mực nước biển.